# Navažovací lodička

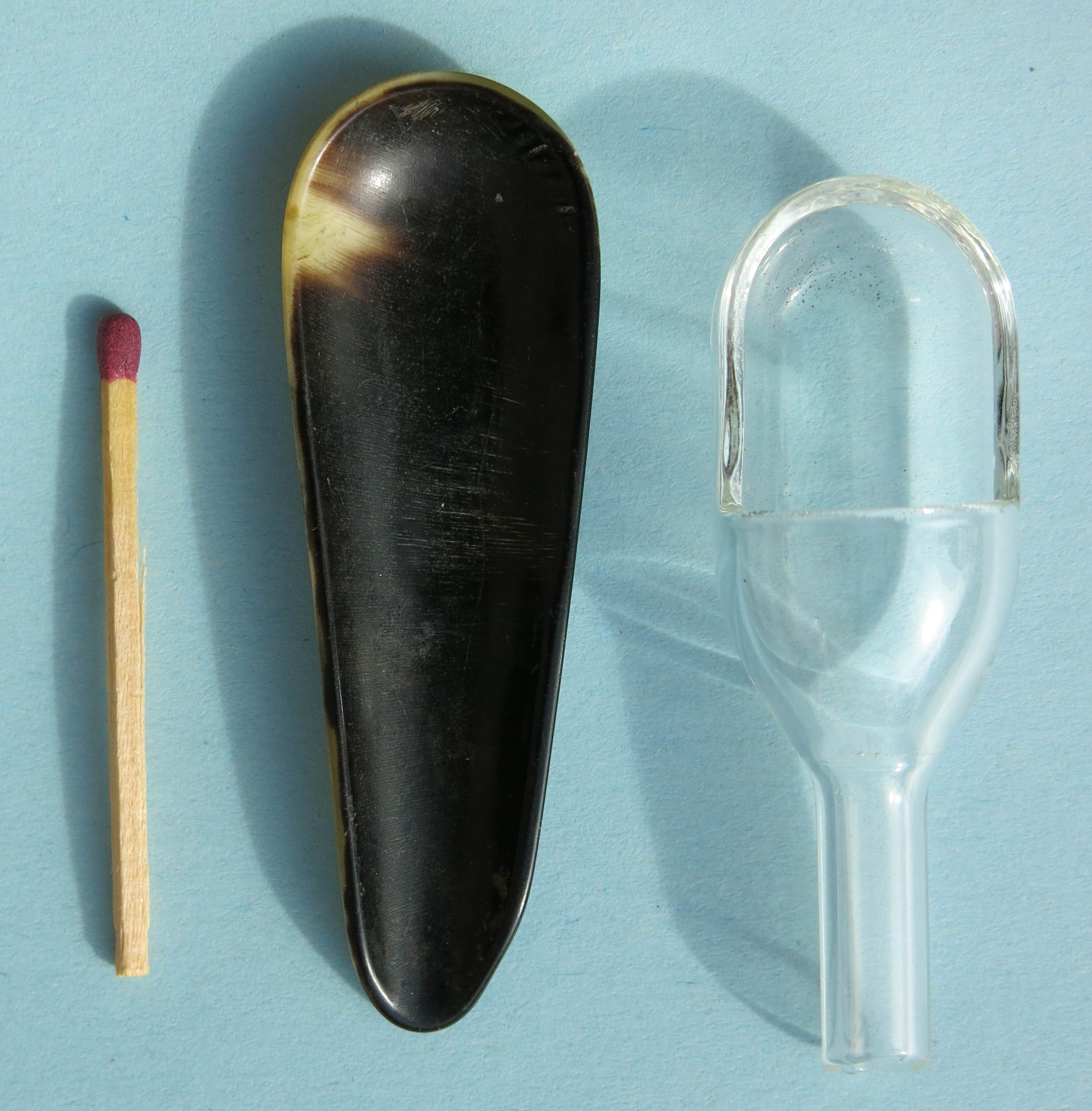
Příklady navažovacích lodiček

Navažovací lodička je jedna ze základních laboratorních pomůcek, která se používá při přesném vážení na analytických vahách. Slouží jako nádobka, která se umístí na váhy a do ní je naváženo potřebné množství látky. Její tvar je optimalizován tak, aby bylo možno po vážení naváženou látku snadno vysypat a následně i co nejdokonaleji vypláchnout její zbytky do zvolené nádoby (aby nic nepřišlo na zmar). Navažovací lodička se nejčastěji vyrábí z keramiky nebo z plastu.